# Gioacchino Torriani
Fra' Gioacchino Torriani, O.P. (Venezia, 1417 – Roma, 1º agosto 1500), è stato un teologo, umanista e religioso italiano, inquisitore del Sant'Uffizio e 35° maestro generale dell'Ordine dei predicatori.

## Biografia

### Origini e formazione
Torriani nacque a Venezia o nei dintorni intorno al 1417. Entrò nell'Ordine dei predicatori in gioventù e studiò filosofia sotto la guida del logico veneziano Paolo della Pergola.
Dal 1450 al 1453 studiò teologia presso il convento domenicano dei Santi Giovanni e Paolo a Venezia, dopodiché insegnò per tre anni nello Studium generale del convento di Sant'Agostino a Padova. Nel 1456 entrò nella facoltà di teologia dell'Università di Padova e, il 22 febbraio 1459, conseguì il titolo di Maestro di Teologia.

### Carriera ecclesiastica
Dal 1461 Torriani tenne lezioni di metafisica a Padova e ricoprì l'incarico di reggente dello Studium generale. Fu due volte priore dei Santi Giovanni e Paolo (1465-1469 e 1475-1476) e, tra un mandato e l'altro, inquisitore di Vicenza (1474-1477). Il suo mandato inquisitorio terminò quando papa Sisto IV trasferì l'ufficio di Vicenza dai domenicani ai francescani osservanti il 14 ottobre 1477.
Eletto provinciale della Provincia domenicana della Bassa Lombardia (ufficialmente Provincia di San Domenico) per il periodo 1479-1482, Torriani fu eletto Maestro generale dell'intero ordine nel capitolo generale tenutosi a Venezia nel 1487, incarico che mantenne fino alla morte. Come Maestro, sedette nel tribunale papale che condannò il riformatore fiorentino Girolamo Savonarola nel 1498.
Torriani morì a Roma il 1° agosto 1500 e fu sepolto nella basilica di Santa Maria Sopra Minerva, dove è ritratto in piedi in un affresco della Cappella Carafa realizzato da Filippino Lippi.